# Marián Opačitý
Marián Opačitý (* 2. ledna 1962) je bývalý slovenský fotbalista.

## Fotbalová kariéra
V lize za Bohemians Praha. V lize nastoupil v 1 utkání v sezoně 1983-1984.